# Isabel Moctezuma
Isabel Moctezuma (Tenochtitlan, 1509 – ?, 1550. december 9.) II. Moctezuma azték uralkodó lánya. Atlixcatzin, Cuitláhuac és Cuauhtémoc azték uralkodók házastársa, és mint ilyen az utolsó azték császárné. A spanyol hódítás után Isabelt elismerték Moctezuma törvényes örökösének, és az egyik őslakos mexikói lett, akinek encomiendát adtak.